# Coheed and Cambria

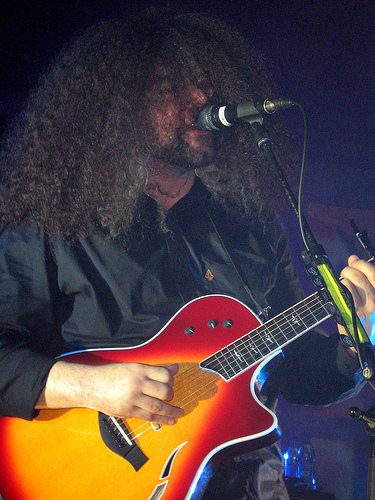
Claudio Sanchez mit Coheed and Cambria in Manchester (2006)

Coheed and Cambria ist eine 2001 gegründete New Yorker Progressive-Rock-Band, deren Alben eine Science-Fiction-Saga um das Ehepaar Coheed und Cambria Kilgannon erzählen. Von 1995 bis 2001 war die Gruppe unter dem Namen Shabutie aktiv.

## Geschichte
Im Jahr 2006 haben der Schlagzeuger Eppard und der Bassist Todd aus persönlichen Gründen die Band verlassen. Als Nachfolger stiegen vorerst am Bass Matt Williams (ehem. Jumblehead) und am Schlagzeug Chris Pennie (ehem. The Dillinger Escape Plan) ein. Der Sänger und Rhythmusgitarrist Sanchez und der Lead-Gitarrist Stever sahen dies als Neuanfang.
Am 25. April 2007 kehrte Ex-Bassist Michael Todd offiziell zur Band zurück und ersetzte Williams wieder, gerade noch rechtzeitig zu den Studio-Aufnahmen für das neue Album. Am 16. November 2011 gab die Band auf der offiziellen Homepage bekannt, dass auch Joshua Eppard wieder zur Band stoßen wird.

## Stil

### Musik
Musikalisch gesehen lassen sich Coheed and Cambria grob dem Progressive Rock zuordnen, wobei aufgrund von vielfältigen Indie- und Metal-Einflüssen eine gewisse Sonderstellung besteht. Auch die hohe Stimme des Sängers Claudio Sanchez bestimmt den Charakter der Musik. In den Liedern der Band offenbart sich oft eine düstere Stimmung.

### Texte

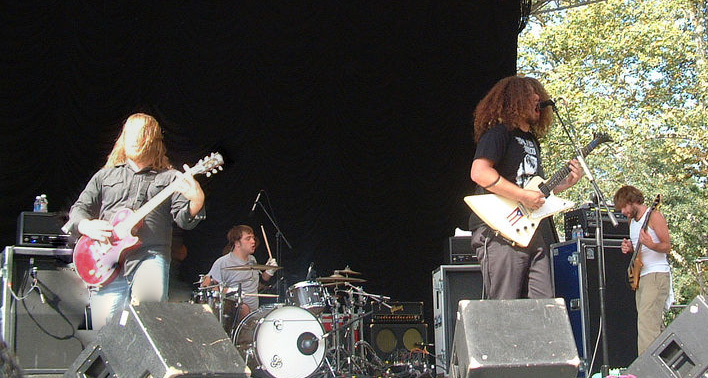
Coheed and Cambria im Central Park (2005)

Coheed and Cambria ist eine Konzeptband. Sie erzählen in ihren Liedern die Geschichte des Ehepaars Coheed und Cambria Kilgannon, das auf einem erdähnlichen Planeten lebt und als Wächter des Keywork fungiert, einer Verbindung von 69 Planeten innerhalb eines Universums, das als Heaven’s Fence bezeichnet wird.
Eines Tages erfährt Coheed von einem General namens Mayo Deftinwolf, dass er von Geburt an Träger eines Virus mit dem Namen Monstar ist, das er angeblich in gefährlicherer Form (unter der Bezeichnung Sinstar) an seine vier Kinder Josephine, Claudio, Matthew und Maria weitergegeben hat. Das unheilbare Sinstar würde, wenn es am 23. Geburtstag des Trägers aktiviert wird, das Universum zerstören. Deftinwolf zwingt Coheed, seine Kinder zu töten. Es gelingt Coheed, Maria und Matthew zu vergiften, auch Josephine stirbt (vgl. das Lied Everything Evil). Lediglich Claudio entkommt, welcher nun die Aufgabe hat, Heaven’s Fence zu retten (vgl. das Lied The Crowing), da seine Eltern Opfer einer Intrige Deftinwolfs waren und sich nun in dessen Gewalt befinden.
Währenddessen bricht auf dem Planeten Silent Earth 3 ein Krieg aus (vgl. das Lied In Keeping Secrets Of Silent Earth 3). Die Rebellen, die Coheeds Bruder Jesse anführt, werden von der Regierung gefunden und sollen vernichtet werden. Gleichzeitig soll Claudio gefangen genommen werden, um ihn ebenfalls auszuschalten, da er eine Gefahr für die Machthaber des Keyworks darstellt. Aber Claudio entkommt und besteigt ein Raumschiff namens Velourium Camper, welches von einem rassistischen und psychopathischen Mörder namens Al (vgl. Liedtitel Al The Killer) geführt wird. Er ahnt nicht, dass Al ihn zur zentralen Machtbasis House Atlantic (vgl. Lied A Favor House Atlantic) bringen will, um ihn dem Herrscher von Heaven’s Fence, dem grausamen und größenwahnsinnigen Wilhelm Ryan, auszuliefern.
Viele Details blieben lange im Dunkeln, da sich die Band über den Verlauf der Geschichte oft bedeckt hielt. Erschwert wurde die Entschlüsselung auch dadurch, dass zunächst nur der zweite (The Second Stage Turbine Blade) und dritte (In Keeping Secrets of Silent Earth: 3) Teil der Geschichte veröffentlicht wurden. Das Alben-übergreifende Konzept sollte zunächst The.Bag.On.Line Adventures of Coheed and Cambria heißen, die Comicadaption wurde jedoch später unter dem Titel The Amory Wars veröffentlicht.

## Diskografie

### Studioalben
- 2002: The Second Stage Turbine Blade
- 2003: In Keeping Secrets of Silent Earth: 3
- 2005: Good Apollo I’m Burning Star IV, Volume One: From Fear Through the Eyes of Madness (UK: Silber)
- 2007: Good Apollo I’m Burning Star IV, Volume Two: No World for Tomorrow
- 2010: Year of the Black Rainbow
- 2012: The Afterman: Ascension
- 2013: The Afterman: Descension
- 2015: The Color Before the Sun
- 2018: Vaxis – Act I: The Unheavenly Creatures
- 2022: Vaxis – Act II: A Window of the Waking Mind
- 2025: Vaxis – Act III: The Father of Make Believe

### Livealben
- 2004: Live at La Zona Rosa (Columbia/Sony)
- 2005: Live at the Avalon (Equal Vision Records/Columbia/Sony)
- 2006: Kerrang!/XFM UK Acoustic Sessions (exklusiv für iTunes USA und UK)

### Kompilationen
- 2015: The Essential

### Singles und EPs
- 1998: Plan to Take over the World (EP, Wisteria Records; als Shabutie)
- 1999: Penelope (EP, Wisteria Records; als Shabutie)
- 2000: Delirium Trigger (EP, Wisteria Records; als Shabutie)
- 2001: The Coheed and Cambria (EP, Wisteria Records; als Shabutie)
- 2003: Devil in Jersey City (Equal Vision Records), vom Album The Second Stage Turbine Blade (2002)
- 2003: A Favor House Atlantic (Equal Vision Records/Columbia/Sony, US: Gold)
- 2004: Blood Red Summer (Equal Vision Records/Columbia/Sony)
- 2005: Welcome Home (Equal Vision Records/Columbia/Sony, US: Platin)
- 2005: The Suffering (Equal Vision Records/Columbia/Sony, US: Gold)
- 2006: Ten Speed (of God’s Blood & Burial) (Equal Vision Records/Columbia/Sony)
- 2007: The Running Free
- 2008: Feathers
- 2009: Neverender 12% (exklusiv für die amerikanische Ladenkette Hot Topic)
- 2010: Guns of Summer / Pearl of the Stars (Columbia)
- 2010: The Broken (Roadrunner)
- 2010: Here We Are Juggernaut (Roadrunner)
- 2010: World of Lines (Columbia)
- 2011: Elf Tower (Equal Vision)
- 2012: Dark Side of Me (Everything Evil)
- 2012: Domino the Destitute (Hundred Handed Inc.)
- 2015: Hello (300 Entertainment)
- 2022: Jessie’s Girl Part 2 (feat. Rick Springfield; Roadrunner)

### Videoalben
- 2005: Live at the Starland Ballroom (Columbia/Sony, inkl. Audio-CD; US: Gold)
- 2006: The Last Supper: Live at the Hammerstein Ballroom (Columbia/Sony)
- 2009: Neverender: Children of the Fence Edition (Columbia/Sony, als Doppel-DVD oder als Set aus fünf DVDs und vier CDs; US: Gold)

## Nebenprojekte
- The Prize Fighter Inferno: Nebenprojekt von Sänger Claudio Sanchez. Die Songtexte des ersten Albums My Brother’s Blood Machine sind thematisch mit denen seiner Hauptband verknüpft und handeln von der Geschichte Coheed und Cambrias.
- Fire Deuce: Nebenprojekt des Gitarristen Travis Stever.
- Davenport Cabinet: Nebenprojekt des Gitarristen Travis Stever.
- Weerd Science: Nebenprojekt des Schlagzeugers Joshua Eppard